# National Security Operations Center

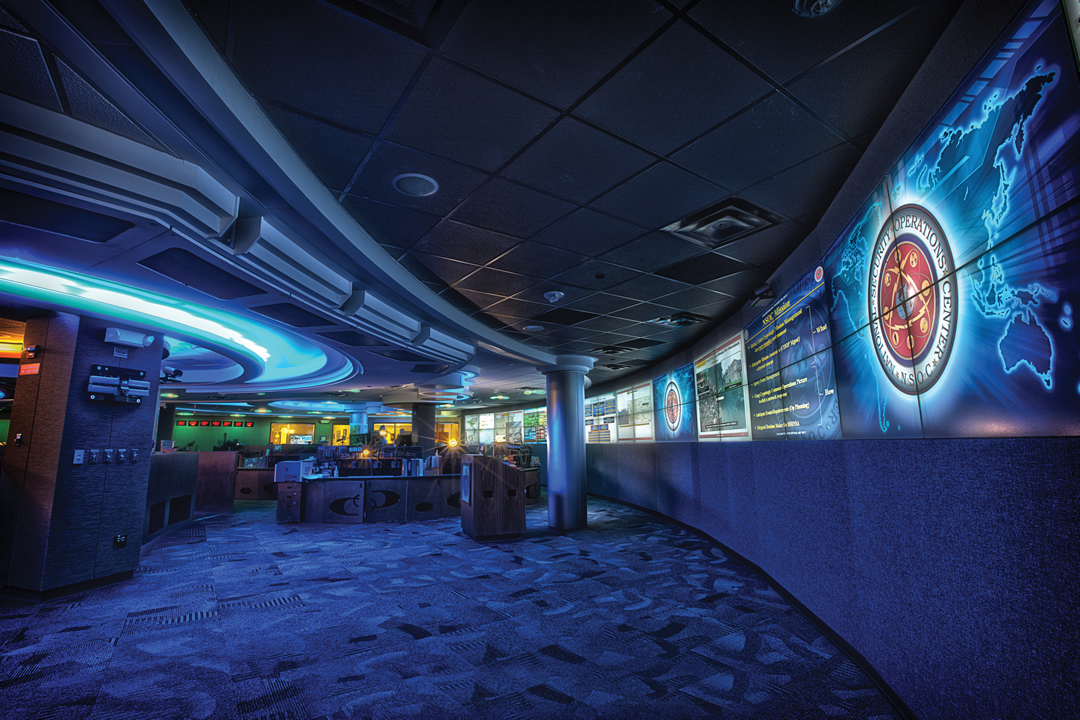
Het National Security Operations Center (NSOC) in 2012

Het National Security Operations Center (NSOC) is een afdeling van het Amerikaanse National Security Agency. Dit orgaan staat in voor huidige maatregelen en tijdsgevoelige informatie (SIGINT) die ze bezorgt aan het SIGINT-systeem van de Verenigde Staten (Secret service). Het gaat om zowel informatie van de verenigde staten, als om wereldwijde informatie die deze organisatie monitort uit elektromagnetische signalen en up-to-date houdt.

## Geschiedenis
In 1969 werd een EC-121 patrouillevliegtuig van het Amerikaanse leger neergeschoten boven de Japanse Zee voor de kust van Noord-Korea. Na het incident moest er op verschillende plaatsen gezocht worden om informatie in te winnen zodat het agentschap en de nationale leiding een gecoördineerde aanpak konden bieden. Deze gebeurtenis toonde aan dat er nood was aan een controlecentrum om een antwoord te kunnen bieden aan incidenten die wereldwijde gevolgen teweeg kunnen brengen. Het centrum werd in 1968 opgericht als het National SIGINT Center (NSWC) en werd vervolgens in 1973 verdergezet onder de naam van het National SIGINT Operation Center (NSOC). De huidige naam kreeg het pas in 1996. Na de aanslagen op de WTC-torens in 2001 werden de bevoegdheden van controlecentrum uitgebreid naar een organisatie met een operationele functie dat tot op de dag van vandaag nog steeds van toepassing is.

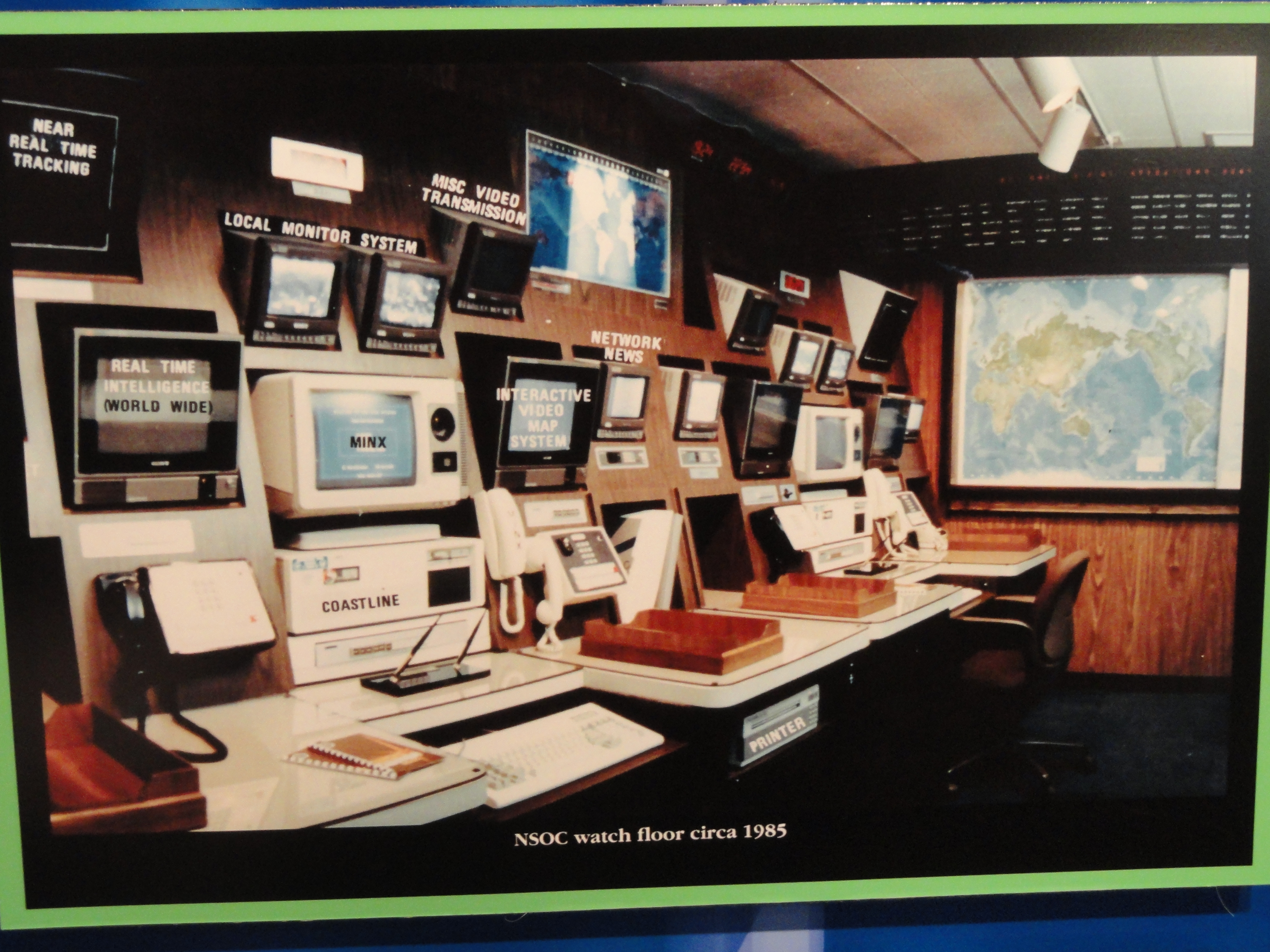
Het National SIGINT Operations Center (NSOC) omstreeks 1985

## SIGINT
Signals Intelligence, kortweg SIGINT, verzamelt informatie door middel van communicatie en overbrenging. De organen die hiervoor instaan zijn het NSA die werkt voor de Verenigde Staten en the Communications Security Establishment van Canada. Personen zoals klokkenluider Edward Snowden brachten deze grootschalige controle van informatie onder de aandacht bij de burgers.

## Geassocieerde organisaties
- Alternate National Military Command Center (ANMCC)
- Defense Special Missile & Astronautics Center (DEFSMAC)
- National Military Command Center (NMCC)
- National Operations Center (NOC)
- National Reconnaissance Operations Center (NROC)
- Terrorist Threat Integration Center
- White House Situation Room